# 索恩河
索恩河（法語：Saône，法語發音：[son]；法兰克-普罗旺斯语：Sona）是法国东部的一条河流，是罗讷河的支流之一，发源于孚日省维奥梅尼勒，流经孚日、上索恩、科多尔、索恩-卢瓦尔、罗讷和安六省及省级领土集体里昂大都会，在里昂与罗讷河汇流。

### 图片

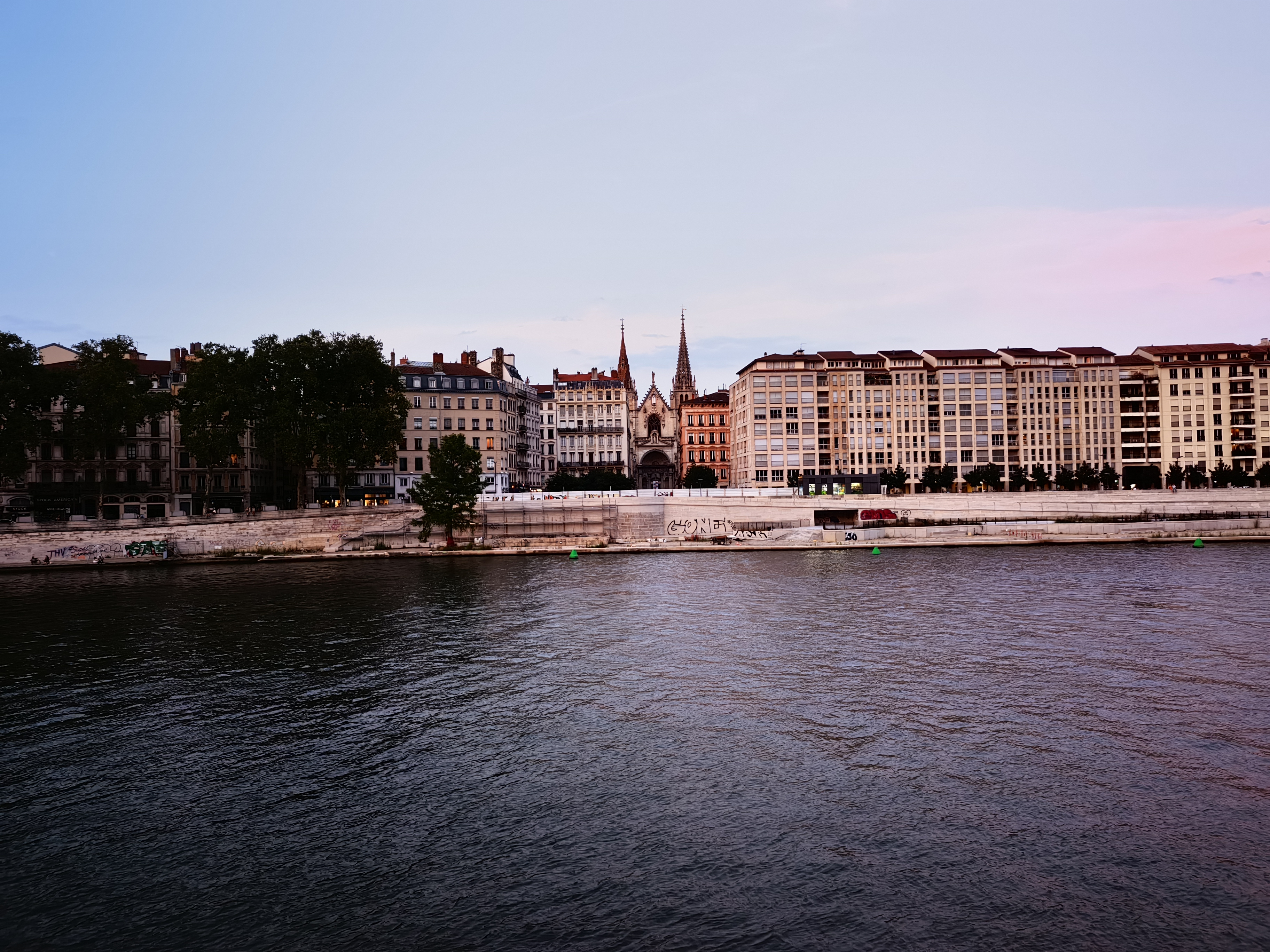

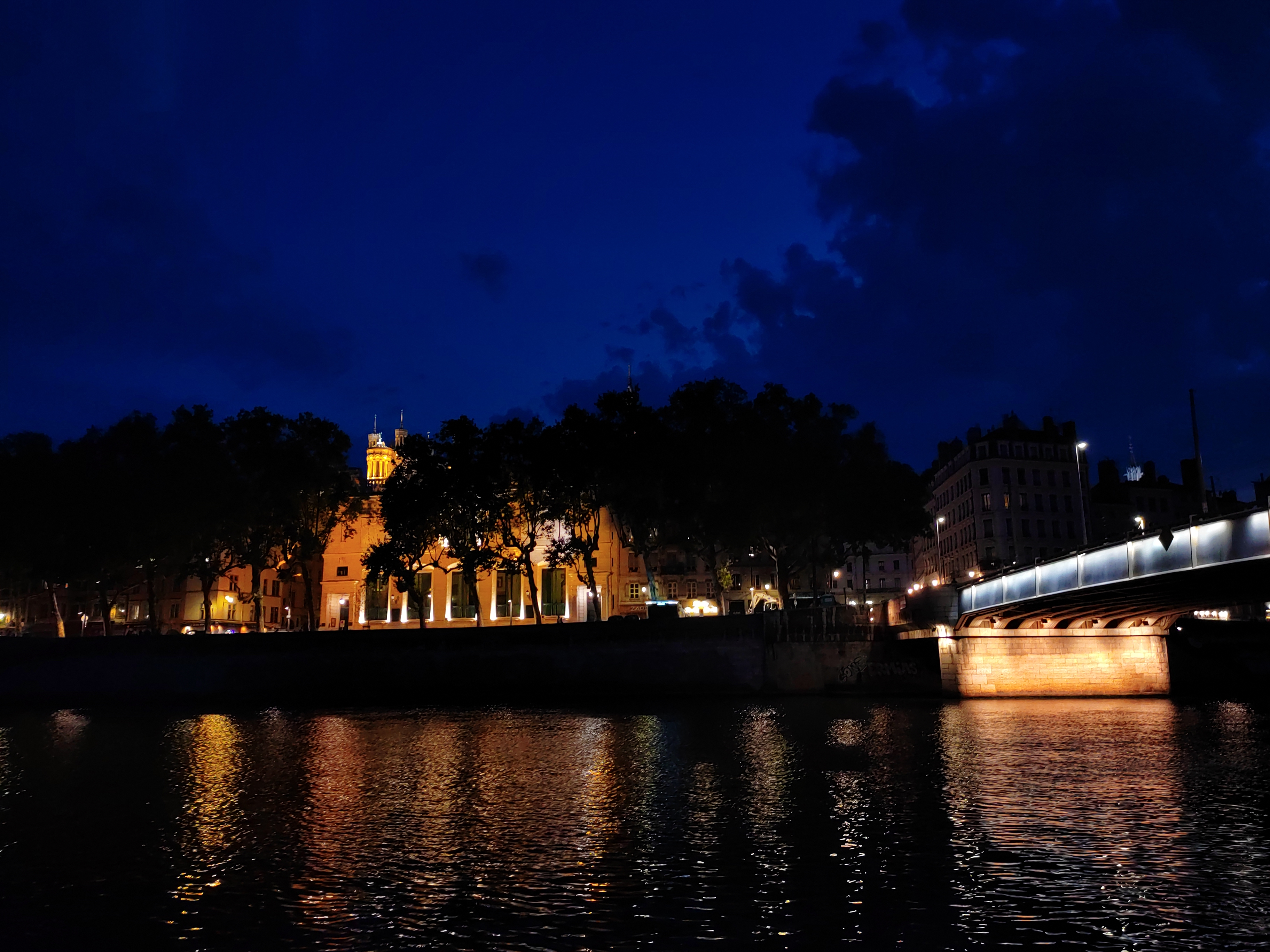

45°43′42″N 4°49′07″E / 45.7283°N 4.8186°E